# 桑坦 (亞利桑那州)
桑坦（英語：Santan）是位於美國亞利桑那州皮納爾縣的一個非建制地區。該地的面積和人口皆未知。

## 地理
桑坦的座標為33°10′33″N 111°47′57″W / 33.17583°N 111.79917°W，而該地的平均海拔高度為376米（即1234英尺）。